# Малакашета
Малакашета (порт. Malacacheta) — муниципалитет в Бразилии, входит в штат Минас-Жерайс. Составная часть мезорегиона Вали-ду-Мукури. Входит в экономико-статистический микрорегион Теофилу-Отони. Население составляет 19 282 человека на 2006 год. Занимает площадь 719,345 км². Плотность населения — 26,8 чел./км².

## История
Город основан 14 сентября 1924 года. 

## Статистика
- Валовой внутренний продукт на 2003 год составляет 48 823 127,00 реалов (данные: Бразильский институт географии и статистики).
- Валовой внутренний продукт на душу населения на 2003 год составляет 2534,03 реалов (данные: Бразильский институт географии и статистики).
- Индекс развития человеческого потенциала на 2000 год составляет 0,653 (данные: Программа развития ООН).